# God Save the King
God Save the King, respectiv God Save the Queen, este imnul național de fapt al Regatului Unit. Autorul și compozitorul acestui imn sunt necunoscuți.

## Istoric
Nu mai puțin de șapte persoane au fost numite ca posibili compozitori. O teorie este că ar fi fost compus în cinstea familiei Stuart de către Dr. John Bull (1562-1628). Teoria se bazează pe faptul că o melodie foarte similară cu imnul apare într-o compoziție pentru clavecin a lui John Bull, și că este documentat faptul că Bull i-ar fi interpretat tocmai această melodie lui Iacob I. 
Prima documentare sigură a melodiei este din 1745, când a fost interpretată la teatrele Covent Garden și Drury Lane din Londra în legătură cu sărbătorirea victoriei în Bătălia de la Prestonpans din 28 septembrie 1745. Aranjamentul muzical la teatrul Covent Garden a fost executat de către Charles Burney, iar cel de la teatrul Drury Lane de către Thomas Arne. În octombrie 1745, melodia a fost tipărită în Gentleman’s Magazine. În 1796, George Saville Carey, solicitând o pensie, a afirmat că tatăl său ar fi compus melodia și că tot el ar fi scris și textul. Deoarece tatăl lui decedase deja cu 50 de ani în urmă, afirmația nu a putut fi verificată așa că pensia nu i-a fost acordată. Cercetări făcute de către A. M. Maginty indică faptul că melodia ar putea fi o prelucrare a unui imn catolic din secolul al VII-lea sau al VIII-lea.
Textele cele mai cunoscute ne-englezești ale melodiei sunt O, monts indépendants (Elveția), Heil dir im Siegerkranz (Prusia) și Bevare Gud (Suedia).

## Folosirea în Regatul Unit
God Save the King a devenit imnul național al Regatului Unit începând cu anii 1780 și 1790. A fost cântat în timpul bolii a lui George al III-lea, apoi pentru încoronarea lui George al IV-lea în 1821. Sub domnia reginei Victoria era folosit deja cu ocazia tuturor aparițiilor regale oficiale, imnul Rule, Britannia fiind legat de Imperiul Britanic. La fel cu numeroase aspecte constituționale ale Regatului Unit, statutul de imn național este de fapt și nu a făcut obiectul nici unei declarații oficiale. 
Ca protest împotriva establishment-ului britanic, trupa de punk rock Sex Pistols a preluat muzica imnului în 1977, cu ocazia jubileului de argint al reginei Elisabeta a II-a. Melodia a avut mai întâi titlul No Future, apoi a fost redenumită God Save the Queen de managerul Malcolm McLaren.
Anglia nu are nici un imn oficial. God Save the King este folosit la majoritatea evenimentelor sportive internaționale unde Anglia este reprezentată, cu excepția notabilă a meciurilor echipei de crichet, unde se cântă imnul Jerusalem. Adoptarea unui imn englezesc este o dezbatere recurentă. Pe lista candidaților se află Jerusalem, Land of Hope and Glory,  I Vow To Thee, My Country și There'll Always Be an England.

## Textul
| Textul englez | Traducerea neoficială în română |
| God Save the King God save our gracious King, Long live our noble King, God save the King: Send him victorious, Happy and glorious, Long to reign over us: God save the King. Thy choicest gifts in store, On him be pleased to pour; Long may he reign: May he defend our laws, And ever give us cause To sing with heart and voice God save the King. O Lord, our God, arise, Scatter thine enemies, And make them fall: Confound their politics, Frustrate their knavish tricks, On thee our hopes we fix: God save us all. Not in this land alone, But be God's mercies known, From shore to shore! Lord make the nations see, That men should brothers be, And form one family, The wide world over. From every latent foe, From the assassins blow, God save the King! O'er him thine arm extend, For Britain's sake defend, Our father, king, and friend God save the King! Lord grant that Marshall Wade May by thy mighty aid Victory bring. May he sedition hush, And like a torrent rush, Rebellious Scots to crush. God save the King!* | Dumnezeu să ne păzeasca regele Dumnezeu să ne păzească milostivul rege Mult să ne trăiască nobilul rege, Dumnezeu să ne păzească regele: Să-l trimită victorios, Fericit și glorios, Mulți ani să ne conducă: Dumnezeu să ne pazească regele. Cele mai alese daruri ce le ai, Îndurat să fii să i le dai; Mult să conducă: Să ne apere legile, Să se dedice tot timpul națiunii Cu o voce să cântăm din inimă Dumnezeu să ne păzească regele. O Doamne, Dumnezeul nostru, ridică-te! Împrăștie ai tăi dușmani, Și fă-i să cadă: Dejoacă-le politicile, Zădărnicește-le trucurile ticăloase, De tine ne legăm speranțele: Dumnezeule, păzește-ne pe toți. Nu numai pe pământurile acestea, Ci fie mila Domnului cunoscută, De la țărm la țărm! Să facă Domnul națiunile să vadă, Că oamenii ar trebui să fie frați, Și să formeze o familie, Peste întreaga lume. De la orice dușman ascuns, Din lovitura asasinilor, Dumnezeu să ne păzească regele! Întinde-ți mâna peste a sa, Apără-l de dragul Britaniei, Pe tatăl nostru, rege și prieten, Dumnezeu să ne păzească regele! Să dea Domnul ca mareșalul Wade Cu ajutorul Vostru măreț Să învingă. Să înăbușească revolta, Să meargă la asalt ca un val, Să-i distrugă pe rebelii scoțieni. Dumnezeu să ne păzească regele!* |

(*) Ultima strofă nu este cântată aproape niciodată, de obicei este cântată numai prima.